# Pigment biologique
 (octobre 2024).
Si vous disposez d'ouvrages ou d'articles de référence ou si vous connaissez des sites web de qualité traitant du thème abordé ici, merci de compléter l'article en donnant les références utiles à sa vérifiabilité et en les liant à la section « Notes et références ».

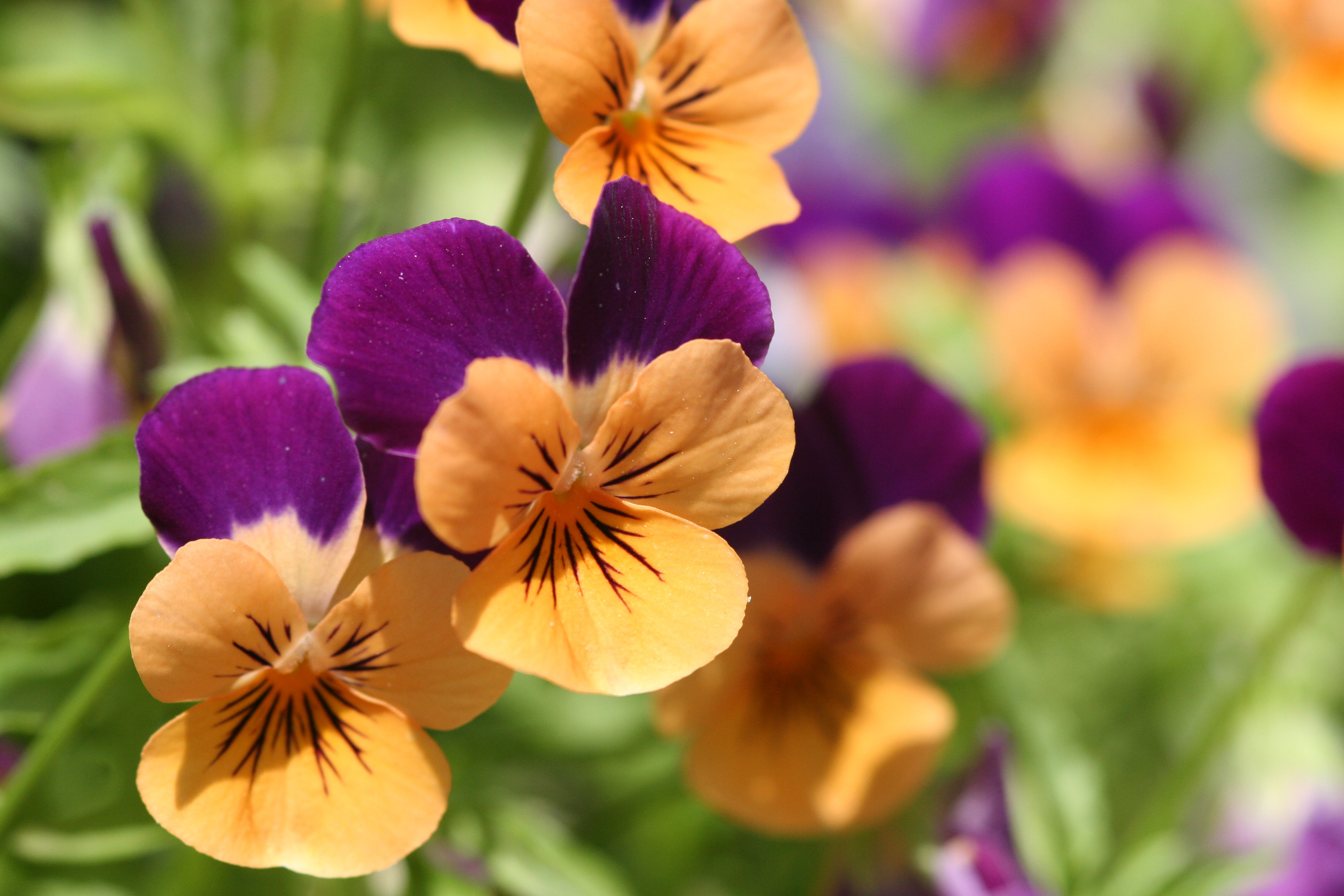
Les anthocyanes donnent à ces pensées leur couleur violette.

Un pigment biologique est une substance synthétisée par des organismes vivants qui a une couleur résultant de l'absorption sélective des couleurs. De nombreuses structures biologiques, telles que les chloroplastes, la vacuole, la peau, les yeux, la fourrure ou les cheveux contiennent des pigments.
Les couleurs pigmentaires, dites chimiques, diffèrent des couleurs structurelles, dites physiques, car les premières ne varient pas selon l'angle visuel, alors que les secondes résultent d'une réflexion sélective ou de phénomènes d'interférence liés d'ordinaire à la structure microscopique multicouche de l'objet comme celle des ailes de papillon.
La fonction biologique du composé pigmenté peut-être liée à sa couleur (absorption de l'énergie lumineuse pour la photosynthèse, absorption des couleurs pour les pigments de la rétine…) ou non (pigment respiratoire transporteur de l'oxygène telle que l'hémoglobine ou l'hémocyanine, pigments biliaires dans la digestion…).

## Catégories de pigments biologiques
Les pigments biologiques peuvent se subdiviser ainsi :
- les pigments à base d'hème ou de porphyrine : la chlorophylle, la bilirubine, l'hémocyanine, l'hémoglobine, la myoglobine ;
- la luciférine, à qui on doit la bioluminescence ;
- les caroténoïdes, qui comprennent :
  - les hématochromes (en), pigments d'algues qui sont un mélange de caroténoïdes et de leurs dérivés,
  - les carotènes : l'α-carotène et le β-carotène, le lycopène, la rhodopsine,
  - les xanthophylles : la canthaxanthine, la zéaxanthine, la lutéine ;
- les pigments protéiques : les phytochromes, les phycobiliprotéines ;
- les pigments rouges (des énolates) propres aux Psittaciformes ;
- les anthocyanes courants dans les végétaux ;
- d'autres pigments : la mélanine, l'urobiline, les flavonoïdes.

## Pigments biologiques dans les plantes
Le principal pigment biologique présent dans les plantes et les algues qui est responsable de la couleur verte chez les Embryophytes et les Chlorophytes est la chlorophylle.
Les phycobiliprotéines des Cyanobacteria, des Glaucocystophyta, des Rhodophyta et des Cryptophyta leur donnent des couleurs allant du bleu vert au rouge vif ou au rose, voire au brun violacé.

## Pigments biologiques dans les animaux
Les principaux pigments biologiques chez les animaux sont les mélanines, caroténoïdes, pigments biliaires du type bilirubine. Ils sont contenus dans des cellules spécialisées du tégument (les chromatophores) ou présents dans des liquides corporels.
La couleur de la peau des mammifères provient principalement de la mélanine. Chez les vertébrés, les hèmes chargés de transporter l'oxygène donnent la couleur rouge de l'hémoglobine ou la myoglobine, de couleur rouge. Chez certains invertébrés, le transport de l'oxygène est assuré par l'hémocyanine de couleur bleu-vert.

### Sources
- (en) Cet article est partiellement ou en totalité issu de l’article de Wikipédia en anglais intitulé « Biological pigment » (voir la liste des auteurs).